# Super Star Wars
Super Star Wars es un videojuego de acción creado para la consola Super Nintendo, lanzado en 1992. Fue desarrollado por LucasArts y distribuido por JVC. El juego se basa en el episodio IV de la serie de películas de Star Wars, en el cual fueron creadas dos secuelas: Super Star Wars: The Empire Strikes Back, y Super Star Wars: Return of the Jedi. Es sin duda el primer juego de Star Wars hecho para SNES, en el cual fue después relanzado en 1998 por Nintendo.

## Jugabilidad
El jugador avanza por niveles con vista de lado donde el jugador tiene que vencer enemigos para así vencer al jefe de la escena, y pasar al siguiente nivel. También hay niveles donde el jugador puede manejar un Landspeeder, y en otros un X-Wing. Los personajes que se pueden elegir en el juego son Luke Skywalker, Han Solo y Chewbacca. Pero Han y Chewbacca no pueden ser seleccionados hasta que el jugador los haya encontrado en algunos niveles. Los ítems van desde vidas, iconos de Darth Vader que dan más puntaje, una pistola que incrementa el poder del blaster o bombas térmicas que destruyen a todos los enemigos en el escenario.

## Curiosidades
Brian Bug completó una versión de PC del juego, pero Lucas Arts decidió cancelarla.